# コマツユーティリティ
コマツユーティリティ株式会社は、小松製作所（コマツ）系列のフォークリフト・輸送機器、建設機械の製造・販売の会社であった。

## 概要
1945年の創業後、変遷を経て小松製作所向けにフォークリフトを生産するようになり、1974年に同社の国内営業部門、1977年に海外営業部門が分離・統合し、製販一体の会社となった。旧社名は小松フォークリフト株式会社（こまつフォークリフト）。通称として、小松リフト及びコマツリフトがある。本社は栃木県小山市にあった。
2007年4月1日、コマツ関連会社であるコマツゼノア株式会社と合併しコマツユーティリティの社名となった（存続会社は小松フォークリフト）。
なお、取り扱い製品は小松フォークリフト(フォークリフトカンパニー)の製品と、旧小松ゼノアのミニ建機シリーズで、小松ゼノアが扱っていた主要製品の農林機器事業（例・刈払機、チェーンソー、薪割機等）・ポンプ事業及び「ゼノア」のブランド名はスウェーデンのハスクバーナ社が買収し「ハスクバーナ・ゼノア」となり、油圧機器事業は親会社のコマツへ移管した。

## 主な製品
エンジンフォークリフト
- XPシリーズ(生産中止)
- LEO・NXT-Vシリーズ
- LEO CXシリーズ
- LEO DXシリーズ
- GAURシリーズ

バッテリフォークリフト
- minionシリーズ
- ARION シリーズ
- ARION 三輪シリーズ
- ARリーチシリーズ ほか。

建設機械
- マイクロショベルシリーズ
- ミニショベルシリーズ（ＭＲ／ＵＵ）
- ミニホイールローダ
- くるくるダンプ
- 除雪関連（除雪ローダ・ミニローダ・除雪機「ユキダス」シリーズ）

## 主要事業所
- 本社・工場部門 - 栃木県小山市横倉新田110
- 大森オフィス - 東京都品川区南大井2-8-1

## 提供番組
ともに日本テレビ／日本シネセル（現：CNインターボイス）制作・日本広報センター（JIC）協力のテレビ番組。
- あすの世界と日本
- 小朝の地球時代
- 徳光の「地球時代です」!